# Half Japanese
Half Japanese je američki rock sastav, osnovan 1975. godine u Baltimoreu. U njihovu se zvuku vidi utjecaj mnogih vrsta glazbe, kao što su noise rock, eksperimentalni rock i indie rock.

## Sadašnji članovi
- Jad Fair
- Jason Willett
- David Fair

## Diskografija

### Albumi
- Half Alive (1977.)
- Calling All Girls 7" (1977.)
- Mono/No No 7" (1978.)
- Half Gentlemen/Not Beasts (1980.)
- Loud (1981.)
- Spy/I know how it Feels...Bad/My Knowledge Was Wrong 7" (1981.)
- Horrible (1982.)
- 50 Skidillion Watts Live (1984.)
- Our Solar System (1985.)
- Sing No Evil (1985.)
- Music To Strip By (1987.) -- (1993.) re-release has bonus tracks
- U.S. Teens Are Spoiled Bums 7" (1988.)
- Charmed Life (1988.)
- Real Cool Time/What Can I Do/Monopoly EP (1989.)
- the Band That Would Be King (1989.)
- We Are They Who Ache with Amorous Love (1990.)
- T For Texas/Go Go Go Go 7" (1990.)
- Everybody Knows, Twang 1 EP (1991.)
- 4 Four Kids EP (1991.)
- Eye of the Hurricane/Said and Done/U.S. Teens are Spoiled Bums/Daytona Beach EP (1991.)
- Fire In the Sky (1993.)
- Postcard EP (1991.)
- Best Of Half Japanese (1993.)
- Boo: Live in Europe 1 (1994.)
- Hot (1995.)
- Greatest Hits (1995.)
- Best Of Half Japanese Vol. 2 (1995.)
- Bone Head (1997.)
- Heaven Sent (1997.)
- Hello (2001.)

## Vanjske poveznice
- Službena stranica